# Mary Mara
Mary Mara (Siracusa, Nueva York, 21 de septiembre de 1960-Cape Vicent, Nueva York, 26 de junio de 2022) fue una actriz estadounidense que trabajó en televisión y cine nacida en Syracuse, Nueva York, conocida por su papel principal como la inspectora Bryn Carson en Nash Bridges y en los dramas de horario estelar ER y Law & Order. También apareció en Mr. Saturday Night.
El 26 de junio de 2022, Mara se ahogó mientras nadaba en el río San Lorenzo en Cape Vincent, Nueva York, a los 61 años.

## Filmografía

### Cine
| Año  | Título                         | Papel               | Notas                 |
| ---- | ------------------------------ | ------------------- | --------------------- |
| 1989 | Blue Steel                     | Esposa              | Debut cinematográfico |
| 1989 | The Preppie Murder             | Susan Bird          |                       |
| 1991 | The Hard Way                   | Detective China     |                       |
| 1991 | True Colors                    | Sophia Palmeri      |                       |
| 1991 | Out of the Rain                | Trisha              |                       |
| 1992 | Mr. Saturday Night             | Susan               |                       |
| 1992 | Love Potion No. 9              | Marisa              |                       |
| 1995 | Just Looking                   | Alicia              |                       |
| 1995 | Indictment: The McMartin Trial | Detective Jane Hoag |                       |
| 1996 | Bound                          | Sue la camarera     |                       |
| 1996 | What Kind of Mother Are You?   | Marcy Hackman       |                       |
| 1998 | A Civil Action                 | Kathy Boyer         |                       |
| 1999 | Switched at Birth              | Judy                |                       |
| 2001 | Stranger Inside                | Tanya               |                       |
| 2001 | Lloyd                          | JoAnn               |                       |
| 2001 | K-PAX                          | Abby                |                       |
| 2002 | Dish: Gossip in Hollywood      | Narradora           |                       |
| 2002 | Saint Sinner                   | Munkar              |                       |
| 2005 | Undoing                        | Kasawa              |                       |
| 2006 | Gridiron Gang                  | madre de Kenny      |                       |
| 2008 | Prom Night                     | Mrs. Waters         |                       |

### Televisión
| Año        | Título                            | Papel                         | Notas                               |
| ---------- | --------------------------------- | ----------------------------- | ----------------------------------- |
| 1993, 1999 | Law & Order                       | Mrs. Sharkey / Sally Knight   | 2 episodios                         |
| 1994, 1998 | NYPD Blue                         | Linda Walker / Theresa Carlin | 2 episodios                         |
| 1995-96    | ER                                | Loretta Sweet                 | 9 episodios                         |
| 1996-97    | Nash Bridges                      | Inspectora Brynn Carson       | Personaje principal, temporada 1-2  |
| 1997       | Dellaventura                      | Anne Morgan                   | Episodio: "Clean Slate"             |
| 1997       | Spicy City                        | Alice / Geisha                | Voz                                 |
| 1998       | The Visitor                       | Magnolia Vale                 | Episodio: "The Chain"               |
| 1999       | Ally McBeal                       | Julie Stall                   | Episodio: "Angels and Blimps"       |
| 1999       | Farscape                          | Lyneea                        | Episodio: "I, E.T."                 |
| 1999       | Profiler                          | Mrs. Atkins                   | Episodio: "Infidelity"              |
| 1999       | G vs E                            | Leona                         | Episodio: "Evilator"                |
| 2000       | Rude Awakening                    | Dr. Zimmerman                 | Episodio: "Telltale Heart"          |
| 2001       | The Practice                      | Dr. Jane Lefkowitz            | 2 episodios                         |
| 2001       | Gideon's Crossing                 | Dr. Jane Lefkowitz            | 2 episodios                         |
| 2001       | Becker                            | Beth                          | Episodio: "Really Good Advice"      |
| 2001       | Judging Amy                       | Deborah Mahaffey              | Episodio: "Hold on Tight"           |
| 2001       | The West Wing                     | Sherri Wexler                 | Episodio: "On the Day Before"       |
| 2001       | Third Watch                       | Mrs. Jensen                   | 2 episodios                         |
| 2002       | Boston Public                     | Pauline Campbell              | Episodio: "Chapter Thirty-Two"      |
| 2002       | Philly                            | Melissa Cannon                | Episodio: "Meat Me in Philly"       |
| 2002       | Crossing Jordan                   | Denise Tremaine               | Episodio: "Lost and Found"          |
| 2003-04    | The Handler                       | Camille                       | 3 episodios                         |
| 2004       | The Guardian                      | Alison Scanlon                | Episodio: "The Watchers"            |
| 2004       | Star Trek: Enterprise             | Sphere Builder Presage        | 3 episodios                         |
| 2004       | North Shore                       | Debbie Bevans                 | Episodio: "Meteor Shower"           |
| 2004       | Without a Trace                   | Mrs. Corcoran                 | Episodio: "In the Dark"             |
| 2004       | 7th Heaven                        | Doctora                       | Episodio: "Gratitude"               |
| 2004       | Joan of Arcadia                   | Sarah Polonsky                | Episodio: "The Book of Questions"   |
| 2005       | Law & Order: Special Victims Unit | Carlene Ballentine            | Episodio: "Pure"                    |
| 2005       | Monk                              | Treesa Crane                  | Episodio: "Mr. Monk and the Kid"    |
| 2005       | Nip/Tuck                          | Natalie Holden                | Episodio: "Sal Perri"               |
| 2006       | Bones                             | Helen Bronson                 | Episodio: "The Woman in the Tunnel" |
| 2009       | Dexter                            | Valerie Hodges                | 3 episodios                         |
| 2009       | Lost                              | Jill                          | 2 episodios                         |
| 2009       | Lie to Me                         | Krentz                        | Episodio: "Control Factor"          |
| 2009       | Saving Grace                      | Zoe                           | Episodio: "She's a Lump"            |
| 2013       | Ray Donovan                       | Mrs. Sullivan                 | 4 episodios                         |
| 2013       | Shameless                         | Nance                         | 2 episodios                         |
| 2014       | Criminal Minds                    | Judith Anderson               | Episodio: "Mr. and Mrs. Anderson"   |
| 2014       | General Hospital                  | Selma                         | [ 3 ] [ 4 ]                         |